# Hôtel Montana

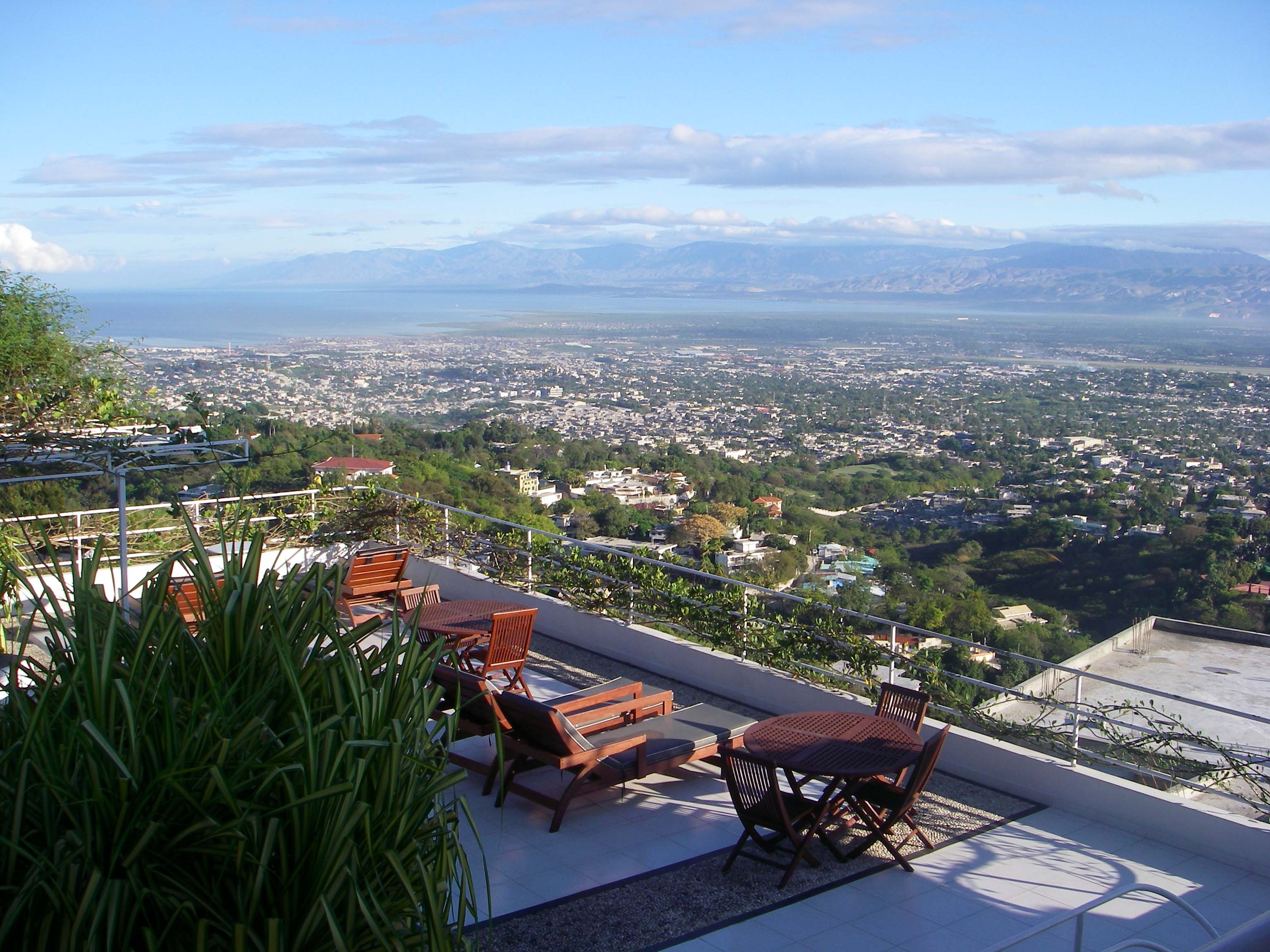
Vue panoramique depuis l'hôtel Montana.

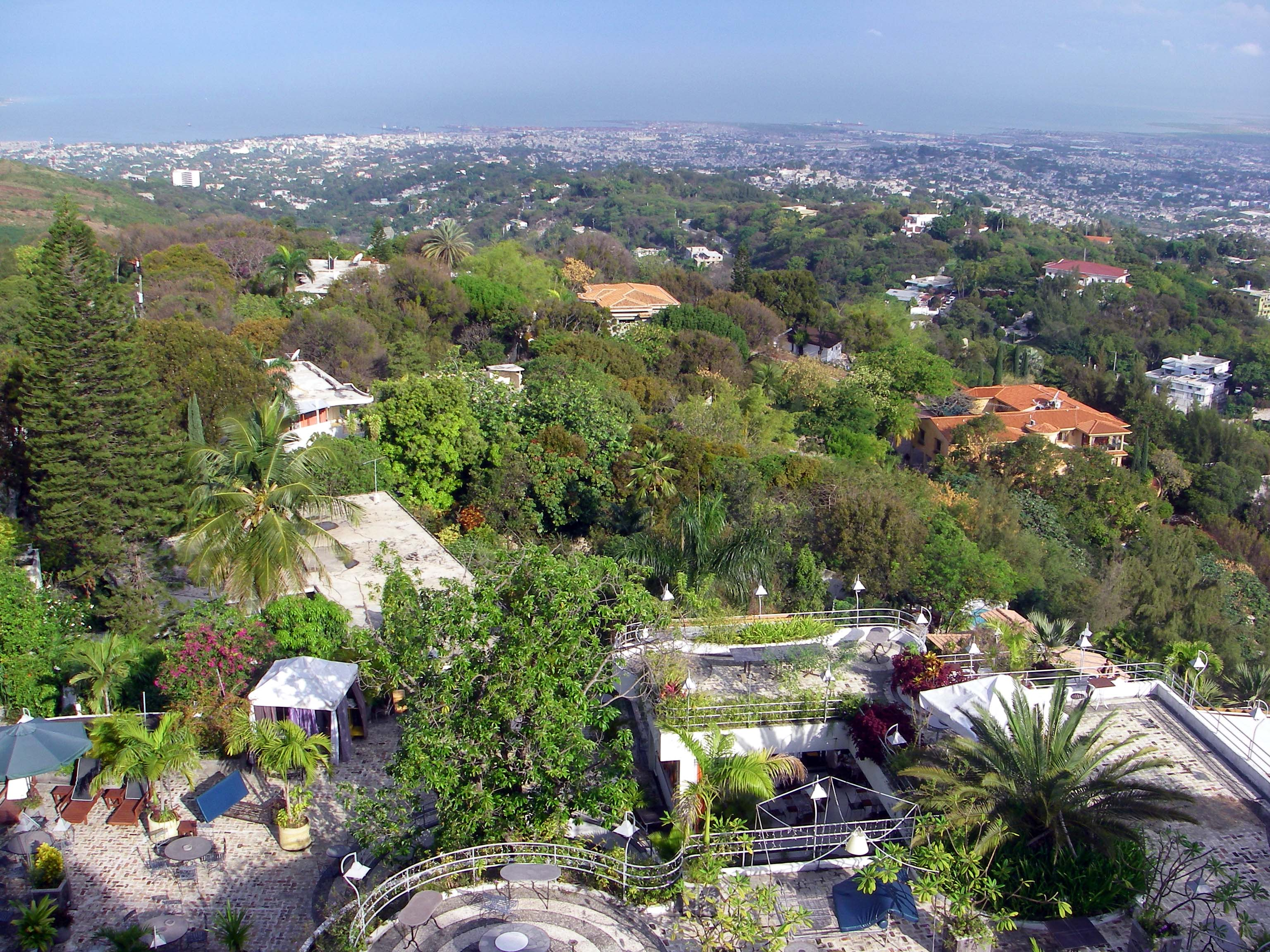
Vue partielle de l'hôtel Montana.

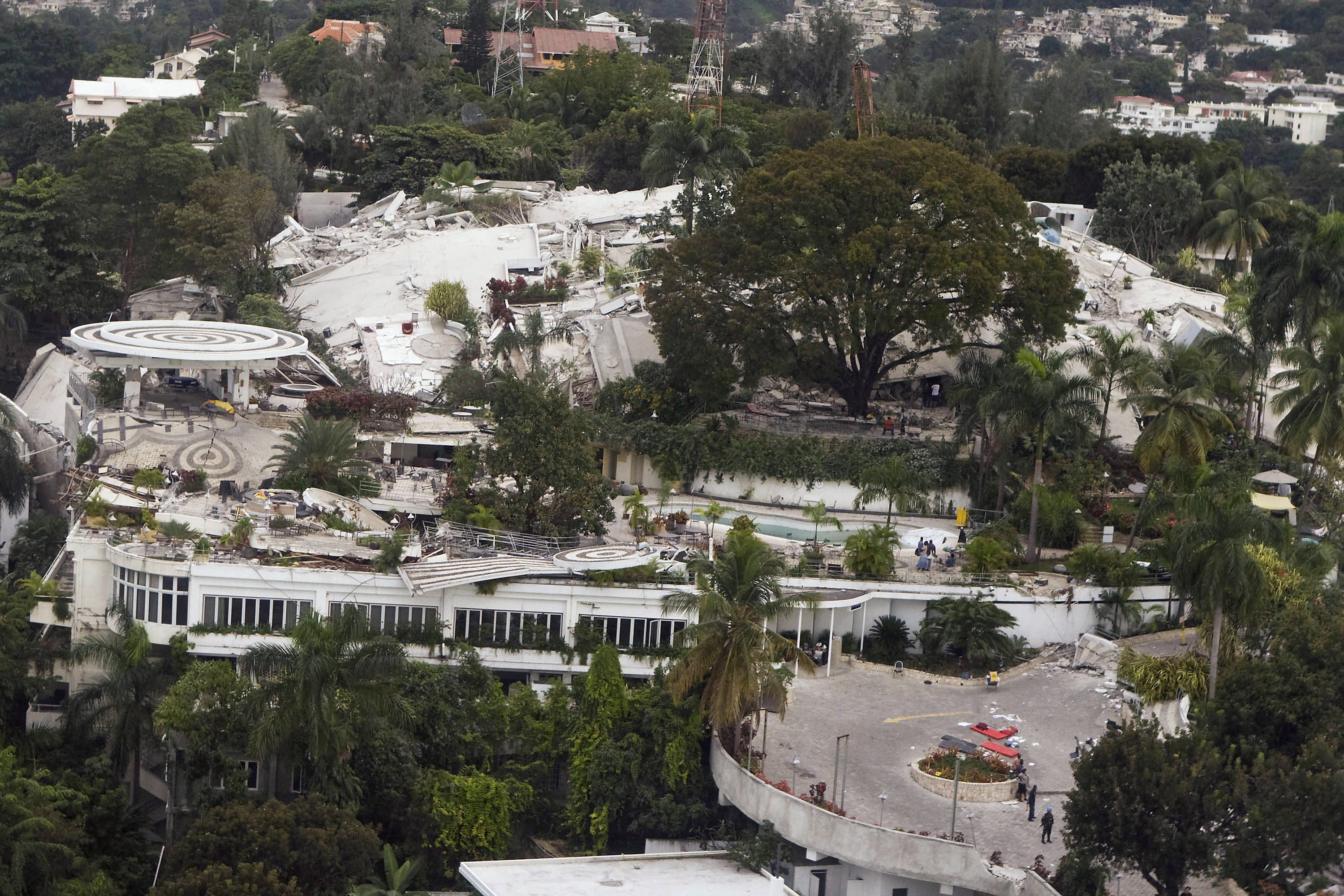
L'hôtel Montana après le tremblement de terre de 2010.

L'hôtel Montana était un des plus luxueux hôtels d'Haïti jusqu'à sa destruction par le tremblement de terre d'Haïti de 2010. Situé à Pétionville, à la périphérie sud-est de Port-au-Prince, cet hôtel quatre étoiles accueillait des personnalités internationales (chefs d'État, ministres, diplomates, acteurs et gens d'affaires).

## Historique
L'hôtel Montana fut construit en 1946 sur les plans de l'architecte Franck Cardozo et inauguré à l'occasion du bicentenaire de la fondation de la ville de Port-au-Prince. L’établissement s'appelait alors « Hôtel Beau-Site » et s'élevait à flanc de colline, rue Franck-Cardozo. Il offrait 12 chambres avec une vue imprenable sur la capitale haïtienne. 
Par la suite, l'hôtel Montana fut agrandi. Le bâtiment s'élevait sur sept étages et comptait 145 chambres. L'hôtel possédait une piscine, des boutiques, huit salles de conférences ainsi qu'une petite chapelle.  
Fleuron de l’hôtellerie de Port-au-Prince, il était classé hôtel quatre étoiles.  L'hôtel accueillait la jet-set internationale ainsi que les personnalités politiques et gens d'affaires du monde entier. L'ex-président américain Bill Clinton et l'acteur Brad Pitt y ont déjà séjourné. Les observateurs et représentants de la Mission des Nations unies pour la stabilisation en Haïti y étaient logés, en plus de l'hôtel Christopher.

## Tremblement de terre de 2010
Le 12 janvier 2010, peu avant 17 heures, un tremblement de terre d'une magnitude supérieure à 7 sur l'échelle de Richter secoua Haïti. L'hôtel Montana s'effondra, causant la mort du personnel et de la clientèle qui se trouvaient à l'intérieur. En quelques minutes, l'hôtel devint un amas de pierres blanches et de fils d'acier tordus. 
Parmi les nombreuses victimes qui furent retirées des décombres se trouvait Serge Marcil, ancien ministre et parlementaire du Québec, et Rudy Bennett, le frère de l'ancienne Première dame Michèle Bennett.
Le 28 janvier 2010, l'on commença la démolition complète des bâtiments hôteliers s'élevant encore parmi les ruines.

## Renouveau
L'hôtel a été reconstruit et ne propose plus que 36 chambres et 9 suites.